# فهرست‌های ستارگان
فهرست‌های ستارگان

## بر اساس مکان
- فهرست ستارگان بر اساس صورت فلکی

## بر اساس نام
- فهرست نام‌های سنتی ستارگان
- فهرست نام‌های عربی ستارگان
- فهرست نام‌های چینی ستارگان

## بر اساس نزدیکی
- فهرست ستارگان نزدیک
- فهرست نزدیکترین ستارگان درخشان
- فهرست روشن‌ترین ستارگان

## بر اساس خواص فیزیکی
- فهرست ستارگان نامزد ابرنواختر
- فهرست ستارگان درخشان واقعی
- فهرست ستارگان پرجرم
- فهرست ستارگان بزرگ
- List of least massive stars

## بر اساس تغییرات یا دیگر خاصیت‌ها
- فهرست ستارگان متغیر قابل توجه
- فهرست ستارگان متغیر نیمه‌منظم
- فهرست ستارگان دارای سیارات فراخورشیدی
- فهرست کوتوله‌های قهوه‌ای

## دیگر
- ابرنواخترها
- ستارگان با نام مخصوص از فرد
- ستارگان هدایت‌کننده

## ستارگان دیگر
- بی‌پی‌ام ۳۷۰۹۳ — یک ستاره تشکیل شده از الماس
- ماکیان ایکس یک — منبع پرتو ایکس
- اچ‌ای۰۱۰۷-۵۲۴۰ — یکی از قدیمی‌ترین ستارگان شناخته شده
- جی‌وای زن برزنجیر — ستاره متغیر با خواص شیمیایی عجیب
- نمسیس — ستاره پتانسیل بالا
- OGLE-TR-122b — یکی از کوچک‌ترین ستارگان کشف شده.
- پی ماکیان —در قرن هفدهم به ناگهان بسیار درخشان می‌شود
- WNC4 — مسیه ۴۰
- زتا گاوران — speckle binary test system